# گنجشک (فیلم ۲۰۰۸)
«گنجشک» (انگلیسی: Sparrow) یک فیلم سرقت هنگ کنگی به کارگردانی و تهیه کنندگی جانی تو است که در سال ۲۰۰۸ منتشر شد. از بازیگران آن می‌توان به سیمون یام و کلی لین اشاره کرد.